# Giovanni Battista Draghi
Giovanni Battista Draghi (c. 1640 – enterré le 13 mai 1708) est un compositeur et claviériste anglo-italien. Il est peut-être le frère du compositeur Antonio Draghi.

## Biographie
Draghi se rend à Londres dans le cours des années 1660 du règne de Charles II alors que celui-ci essaye en vain, d'établir l'opéra italien en Angleterre. Il reste en Angleterre le reste de sa vie.
En 1673, Draghi est d'abord nommé organiste de la chapelle Catholique de la reine à Somerset House. En 1684, il prend part dans ce qui est connu sous le terme de Bataille des orgues. Il est embauché par le maître facteur d'orgue Renatus Harris, afin de démontrer la supériorité de son instrument lorsqu'Harris essaye de décrocher le contrat de construction du nouvel orgue de l'Église du Temple. Le rival d'Harris, le « Père » Bernard Smith, embauche les organistes et compositeurs John Blow et Henry Purcell pour faire la démonstration de son orgue et remporte le concours.
Draghi a reçu une pension de retraite par le roi William III, en 1698.

## Sources
- John Warrack et Ewan West, The Oxford Dictionary of Opera, 1992,  782 pages,   (ISBN 0-19-869164-5)
- (en) Peter Holman, « Draghi, Giovanni Battista », dans Stanley Sadie (éd.), The New Grove Dictionary of Music and Musicians, vol. 29, Londres, Macmillan, 2001, 2e éd., 25 000 p. (ISBN 9780195170672, lire en ligne)
- « Draghi, Giovanni Battista », dans Oxford Dictionary of National Biography